# Análisis de patentes
El análisis de patentes es el proceso de analizar documentos de patentes y del ciclo de vida de la patente (información de patente), a fin de obtener información más profunda sobre diferentes tecnologías e innovaciones. A veces se utilizan otros términos como sinónimos para el análisis de patentes: panorama de patentes (patent landscaping), mapeo de patentes (patent mapping) o cartografía. El análisis de patentes abarca el análisis de datos de patentes, el análisis de la literatura científica, la limpieza de datos, la minería de textos, el aprendizaje automático, el mapeo geográfico y la visualización de datos.
El análisis de patentes se utiliza en la industria y en el sector público para tomar decisiones informadas relacionadas con la priorización y las inversiones en I+D, la gestión de carteras de propiedad intelectual, la comercialización de tecnología y las colaboraciones de investigación, entre otras.
Las herramientas y métodos de análisis de patentes se han realizado tradicionalmente utilizando métodos de análisis de datos basados en hojas de cálculo. Más recientemente, el campo de la propiedad intelectual ha sido testigo de una convergencia del análisis tradicional de patentes con la ciencia de datos, el aprendizaje automático, las tecnologías semánticas y la inteligencia artificial a la par de un aumento de las herramientas disponibles que se están aplicando a la  visualización de patentes. También ha habido un aumento en el uso de herramientas y software de código abierto para el análisis de patentes, así como el uso de técnicas, como el aprendizaje automático, para diferentes tareas. Algunas herramientas proponen la producción semiautomática de visualizaciones, cuadros de mando o informes. Terabytes de información de patentes de muchas oficinas de patentes están disponibles en línea de forma gratuita desde INPADOC, Espacenet o PATENTSCOPE. Muchos desarrolladores de software de big data, como Google Patents, The Lens, Clarivate Analytics, ip.com, Derwent World Patents Index, Questel-Orbit utilizan estas bases de datos de patentes gratuitas y otras para probar las capacidades de su propio software de análisis de datos.

## Tipos de análisis e informes de patentes
Se pueden realizar diferentes tipos de análisis de patentes en función de la necesidad y las preguntas a responder y cada tipo de análisis lleva a diferentes informes asociados. El informe de búsqueda de patentabilidad o estado de la técnica brinda información sobre si una nueva invención es elegible para la protección de patente, junto con información sobre cuál es el estado de la técnica más cercano. Este análisis ayuda a los abogados de patentes a redactar reivindicaciones amplias y adecuadas para la nueva invención.El informe de búsqueda de patentabilidad incluye literatura de patentes y de otros temas. El informe de búsqueda libertad de operación o búsqueda de violación de patente, ayuda a las organizaciones a decidir si tienen autorización para lanzar un nuevo producto sin infringir los derechos de otra patente que no les pertenezca. Esto funciona para una sola jurisdicción, sin embargo, si una organización está interesada en obtener una autorización para el lanzamiento de un producto en diferentes países se deben realizar múltiples búsquedas para cada jurisdicción.

## Informes de panorama de patentes
Los informes de panorama de patentes (conocidos en inglés como Patent landscape reports o PLR) son otro ejemplo del tipo de informes producidos al realizar un análisis de patentes.
Dentro de la industria se utilizan como mecanismo de toma de decisiones (gestión de carteras de patentes, inversión y priorización de I+D, transferencia de tecnología, etc.). Dichos informes suelen ser confidenciales y no están disponibles públicamente. Son costosos y se encargan o desarrollan para respaldar procesos específicos de toma de decisiones y se consideran inteligencia comercial.
En el sector público, los proveedores de informes de panorama de patentes son las oficinas nacionales de patentes o los institutos de investigación que elaboran informes sobre temas de interés general, para una necesidad específica o para brindar servicios de información al público. El sector público utiliza los informes de panorama de patentes para crear conciencia, al tiempo que las instituciones públicas encuentran cada vez más formas de facilitar y validar sus decisiones políticas de manera similar a las decisiones del sector privado.
Algunas entidades públicas y privadas, incluidas las oficinas de patentes, ponen a disposición del público informes de panorama de patentes o informes analíticos de patentes, tal es el caso de PATENTSCOPE de la Organización Mundial de la Propiedad Intelectual, la cual facilita Informes de panorama de patentes de otras organizaciones. Los diferentes campos de los documentos de patentes y otra información estructurada se analizan utilizando métodos estadísticos, analíticos y comparativos para identificar patrones, comprender las estrategias de propiedad intelectual y las tendencias en las áreas tecnológicas en cuestión. Los resultados del análisis se presentan utilizando una combinación de narrativa y diferentes tipos de visualizaciones.

## Metodología de análisis de patentes
Actualmente hay muy pocos recursos metodológicos que describan los pasos y las tareas involucradas en el análisis de patentes. Por lo general, los equipos de análisis de patentes trabajan con los departamentos de I+D y los abogados de patentes. La información resultante se utiliza en las decisiones sobre propiedad intelectual, estrategia empresarial y corporativa.
En general, el análisis de patentes y la creación de informes de panorama de patentes implican las siguientes etapas:
1. Definir el tema y el alcance del proyecto,
2. La búsqueda de patentes que conduce a la obtención de los datos necesarios,
3. Limpieza de datos y normalización,
4. Análisis y visualización de datos,
5. Narrativa en la redacción del informe, y
6. Difusión y distribución del análisis.

El análisis de patentes es un proceso iterativo que a menudo requiere volver a analizar el proyecto y adaptarlo en función de los hallazgos durante el proceso. Hay diferentes herramientas que se pueden utilizar para el análisis, algunas integradas en bases de datos de patentes, otras herramientas de análisis, visualización y manipulación de datos más generales, incluidas herramientas comerciales y de código abierto.